# Jungfrugranit

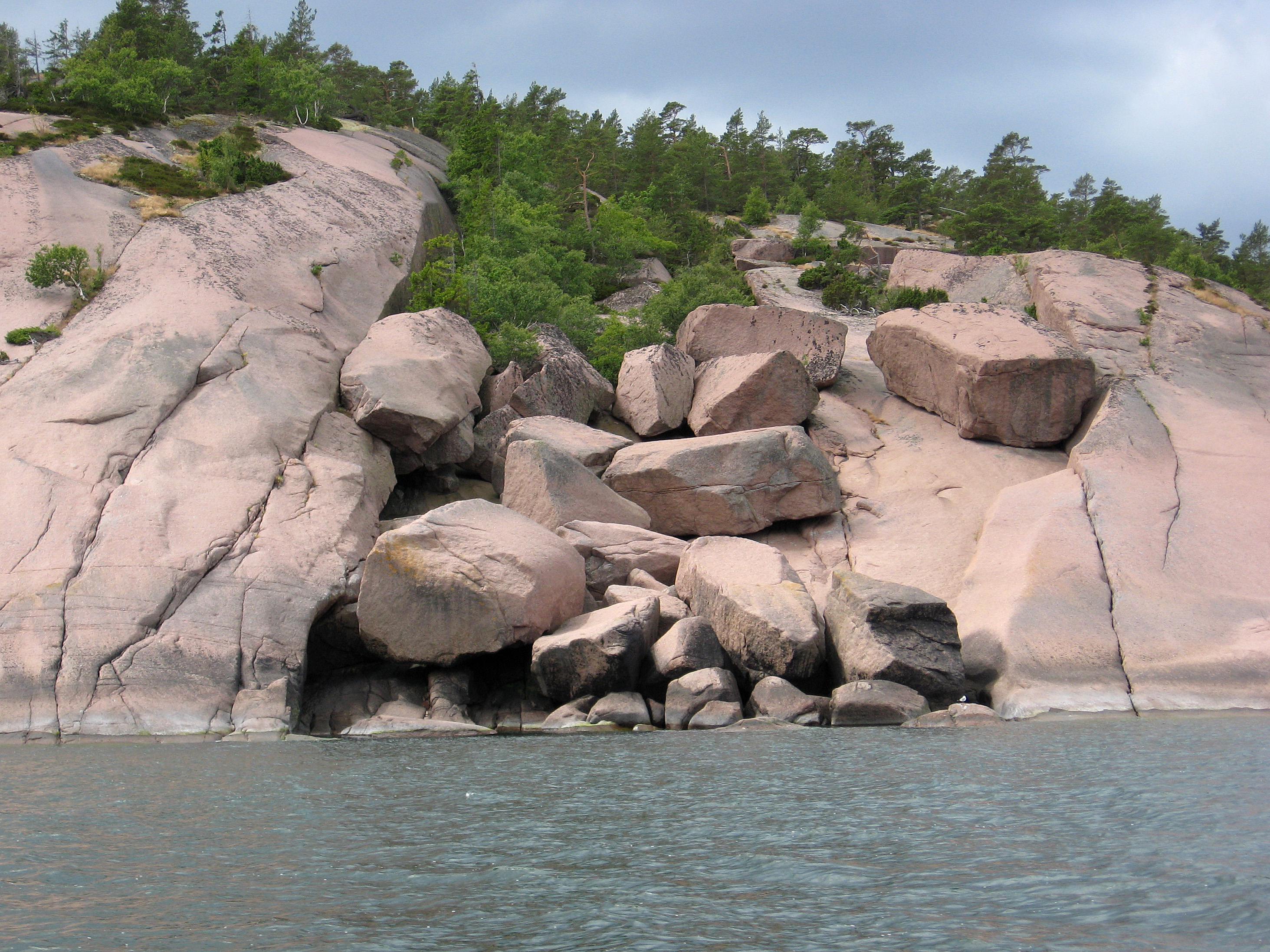
Av inlandsisen uppbrutna granitblock på Blå Jungfruns nordöstra sida

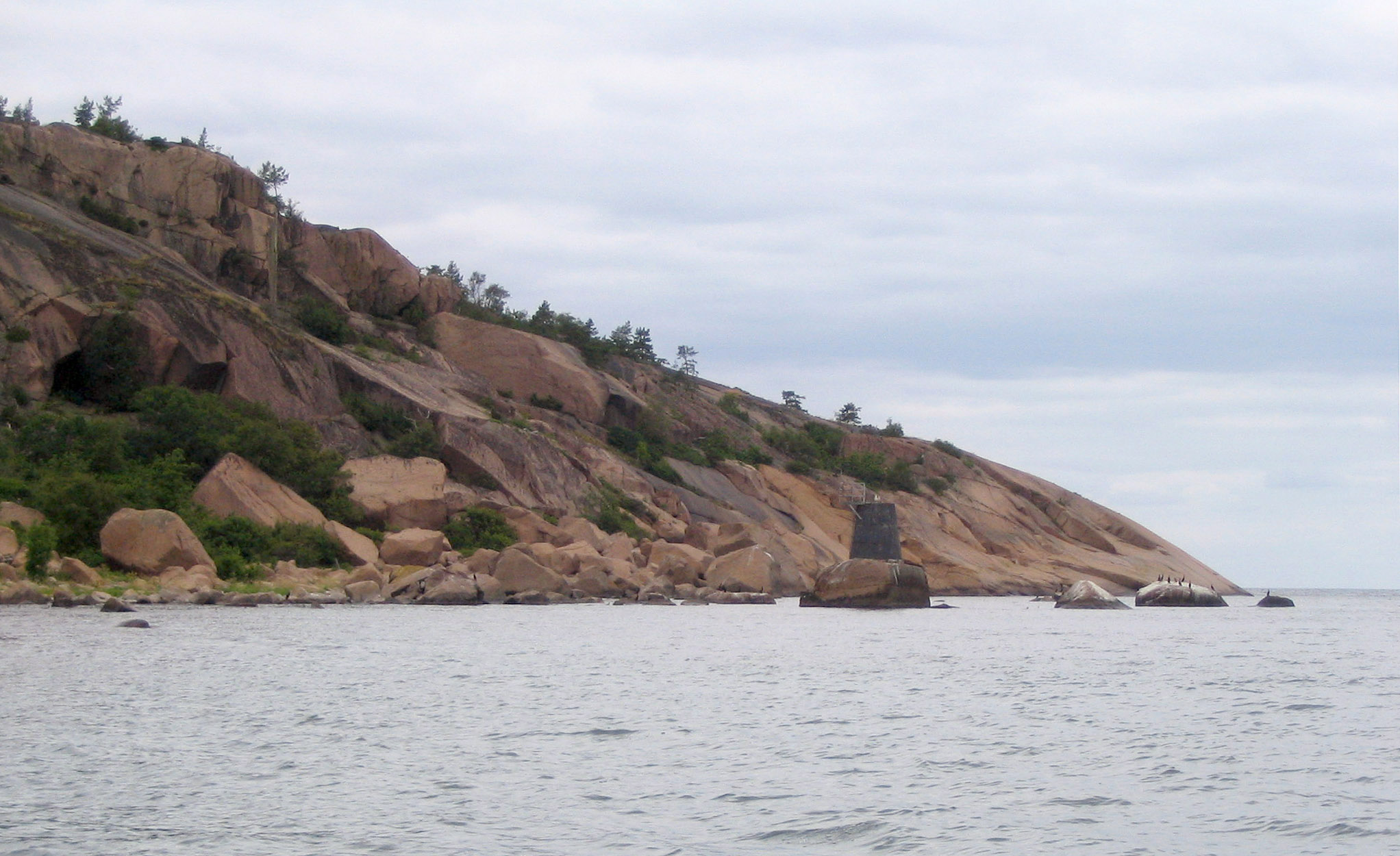
Östra stranden på Blå Jungfrun

Jungfrugranit, på export också kallad virgogranit, är en svensk rapakivigranit, som förekommer endast på ön Blå Jungfrun i Kalmarsund, som i sin helhet består av jungfrugranit.
Bergarten har fått sitt namn av ön Blå Jungfrun. Hela ön är ett så kallat restberg av granit. Jungfrugraniten är mycket lik götemargraniten, som har mindre kornstorlek, i närheten på fastlandet, och den benämns ibland också götemargranit.

## Stenbrytning
Jungfrugraniten bröts i början av 1900-talet som byggnadssten för export framför allt till Tyskland under varumärket "Virgo". År 1904 utarrenderade den dåvarande ägaren Anton Mauritz Hammarskjöld på Virbo säteri rätt till stenbrytning på 50 år på Blå Jungfrun. A.K. Fernströms Granitindustrier påbörjade brytning samma år, så småningom i tre stenbrott på den södra delen av ön. Från 1923 övergick brytningen i stordrift. Verksamheten ledde till omfattande skador på naturen, då bland annat ett antal av öns mest storslagna jättegrytor sprängdes bort.  Förstörelsen uppmärksammades på flera håll. År 1914 föreslog riksdagsmannen Karl Starbäck i en motion till andra kammaren att staten skulle förvärva ön och fridlysa den som nationalpark. Efter utredning avslogs dock motionen. Stenbrytningen upphörde i samband med att Blå Jungfrun köptes av Torsten Kreuger 1925, skänktes till staten och blev nationalpark 1926.